# Parutes
Els parutes (llatí: Parutae; grec antic: Παροῦται) foren una tribu situada per Claudi Ptolemeu a les muntanyes Paropamisos a Ariana. El seu nom deriva probablement del mot sànscrit parvata ('tribus de muntanya').